# Wroxham
Wroxham is een civil parish in het bestuurlijke gebied Broadland, in het Engelse graafschap Norfolk. De plaats telt 1502 inwoners.